# Santa Cruz (Califórnia)
Santa Cruz é uma cidade localizada no condado de Santa Cruz, no estado da Califórnia, nos Estados Unidos. É a sede do condado. Foi incorporada em 31 de março de 1866.
A cidade é conhecida pela cultura do surfe e do skate, sendo um dos melhores destinos dos Estados Unidos para surfar e campeonatos de skate. Abriga o Museu do Surf, e muitas empresas que fabricam pranchas, skates e roupas.

## Geografia
De acordo com o United States Census Bureau, a cidade tem uma área de 41 quilômetros quadrados, dos quais 33 estão cobertos por terra e 8 por água.

## Demografia
Segundo o censo nacional de 2010, a sua população é de 59 946 habitantes e sua densidade populacional é de 1 816,74 habitantes por quilômetro quadrado. É a cidade mais populosa do condado de Santa Cruz. Possui 23 316 residências, que resulta em uma densidade de 706,62 residências por quilômetro quadrado.